# Mistrovství světa v zápasu ve volném stylu 1977
Mistrovství světa v zápasu ve volném stylu 1977 se uskutečnilo v Lausanne, v Švýcarsku.

## Přehled medailí

### Volný styl
| Kategorie | Zlato               | Stříbro              | Bronz                |
| --------- | ------------------- | -------------------- | -------------------- |
| 48 kg     | Anatolij Beloglazov | Nobuo Fudžisawa      | Kim Hwa-kyung        |
| 52 kg     | Júdži Takada        | Władysław Stecyk     | Hartmut Reich        |
| 57 kg     | Tadaši Sasaki       | Viktor Alexejev      | Jack Reinwand        |
| 62 kg     | Vladimir Jumin      | Jim Humphrey         | Micho Dukov          |
| 68 kg     | Pavel Pinigin       | Šaban Sejdiu         | Dzevegín Ojdov       |
| 74 kg     | Stanley Dziedzic    | Mansour Barzegar     | Aleksandar Nanev     |
| 82 kg     | Adolf Seger         | Magomedchan Aracilov | István Kovács        |
| 90 kg     | Anatolij Prokopčuk  | Uwe Neupert          | Šukri Ljutviev (BUL) |
| 100 kg    | Aslanbek Bisultanov | Harald Büttner       | Vasile Pușcașu       |
| +100 kg   | Soslan Andijev      | Marin Gerčev         | József Balla         |

## Týmové hodnocení
| Pořadí | Muži volný styl  | Muži volný styl |
| Pořadí | Tým              | Body            |
| ------ | ---------------- | --------------- |
| 1      | Sovětský svaz    | 46              |
| 2      | Bulharsko        | 23              |
| 3      | Východní Německo | 19              |
| 4      | USA              | 18              |
| 5      | Japonsko         | 17              |
| 6      | Írán             | 17              |